# Kmerpad
Kmerpad est un groupe d'initiative commune camerounais fondé en 2011 qui fabrique et commercialise des serviettes hygiéniques lavables et réutilisables.

## Origine du nom
« Kmerpad » est issu de la contraction de « Kmer », terme d’argot qui désigne le Cameroun, et « pad », le terme anglais pour une serviette hygiénique.

## Historique
Kmerpad est fondé en 2011 par Olivia Mvondo Boum II, Armand Anaba, Yap Boum et Claude Biya Djokou, afin de répondre au problème du coût des serviettes hygiéniques et du manque d’information autour de leur usage. L’équipe se rapproche d’abord de pays plus avancés dans le domaine, comme l’Ouganda et la Tanzanie, pour recevoir des conseils. Elle sonde ensuite mille femmes âgées de 15 à 45 ans à Yaoundé pour savoir si elles seraient prêtes à utiliser les serviettes lavables et à quel prix, et 30 d’entre elles testent ces serviettes pendant un an. Le groupe passe ensuite en phase expérimentale en achetant des serviettes lavables en France, au Canada et en Ouganda, et en recherchant de la matière première pour produire des serviettes localement. Cette phase est réalisée sur capitaux propres jusqu’en 2012, année lors de laquelle KmerPad reçoit un financement du gouvernement français.
En 2014, Kmerpad commercialise ses premiers produits sous la marque FAM. Chaque kit est constitué de trois serviettes équipées de petits boutons permettant de les accrocher au slip, de trois inserts et d’un sachet de transport imperméable. Il est vendu 3 000 francs CFA (4,57 euros).
En 2017, la société fabrique entre 40 et 50 kits par jour. 75 % d’entre eux sont achetés par des organisations internationales comme ONU Femmes et Plan Cameroun, qui les distribuent aux réfugiées et aux Camerounaises vulnérables, même si les serviettes sont désormais disponibles dans les pharmacies et supermarchés du pays,. En 2019, elle emploie 20 salariés.
L’entreprise organise également ce qu’elle appelle des « causeries éducatives », dont l’objectif est de sensibiliser la population féminine comme masculine aux bonnes pratiques d’hygiène menstruelle.

## Prix
- 2019 : Grand prix de la finance solidaire[6]